# آر. دونكان لوس
آر. دونكان لوس (بالإنجليزية: R. Duncan Luce) هو عالم نفس ورياضياتي أمريكي، ولد في 16 مايو 1925 في سكرانتون في الولايات المتحدة، وتوفي في 11 أغسطس 2012 في إرفاين في الولايات المتحدة.